# Індикаторна діаграма свердловини

Індикаторна діаграма свердловини (рос. индикаторная диаграмма скважины; англ. indicator diagram of a well; нім. Bohrlochindikatordiagramm n) — 
1) Залежність дебіту свердловини по рідині від депресії тиску або від вибійного тиску. 
2) Залежність дебіту газової свердловини від різниці квадратів пластового і вибійного тисків.

## ФОРМА ІНДИКАТОРНОЇ ДІАГРАМИ
Вигляд
індикаторної лінії, який
відображає залежність
дебіту від вибійного тиску (депресії тиску). 
Ф.і.д. буває: 
- – прямолінійна (усталений рух у пласті однофазної рідини);
- - випукла до осі дебіту (порушення при великих депресіях тиску лінійного закону фільтрації однофазної рідини, прояви інерційних сил у тріщинному колекторі, виділення газу з нафти в привибійній зоні пласта, фільтрація газу і ін.);
- - випукла до осі тиску (у нафтовій свердловині – прилучення нових прошарків, у нагнітальній – розкриття тріщин або працюючої товщини при збільшенні депресії тиску).